# Гусиха (Самарская область)
 Гусиха  — поселок в Большечерниговском районе Самарской области в составе сельского поселения Большая Черниговка. 

## География
Находится на расстоянии примерно 9 километров по прямой на юго-восток от районного центра села Большая Черниговка.

## Население
Постоянное население составляло 109 человек в 2002 году (русские 86%) ,  34 в 2010 году.